# Лесбек-батир
Лесбе́к-бати́р (каз. Лесбек батыр) — село у складі Келеського району Туркестанської області Казахстану. Адміністративний центр Актобинського сільського округу.
До 2021 року село називалось Кизиласкер.
Населення — 4662 особи (2021; 3918 у 2009, 3253 у 1999, 2550 у 1989).